# Esquisse (musique)
Pour les articles homonymes, voir esquisse (homonymie).
Une esquisse en musique a une signification similaire à celle d'un croquis préparatoire en peinture, qui capture l'idée d'une œuvre ou d'une partie distincte de celle-ci dans ses traits les plus caractéristiques.

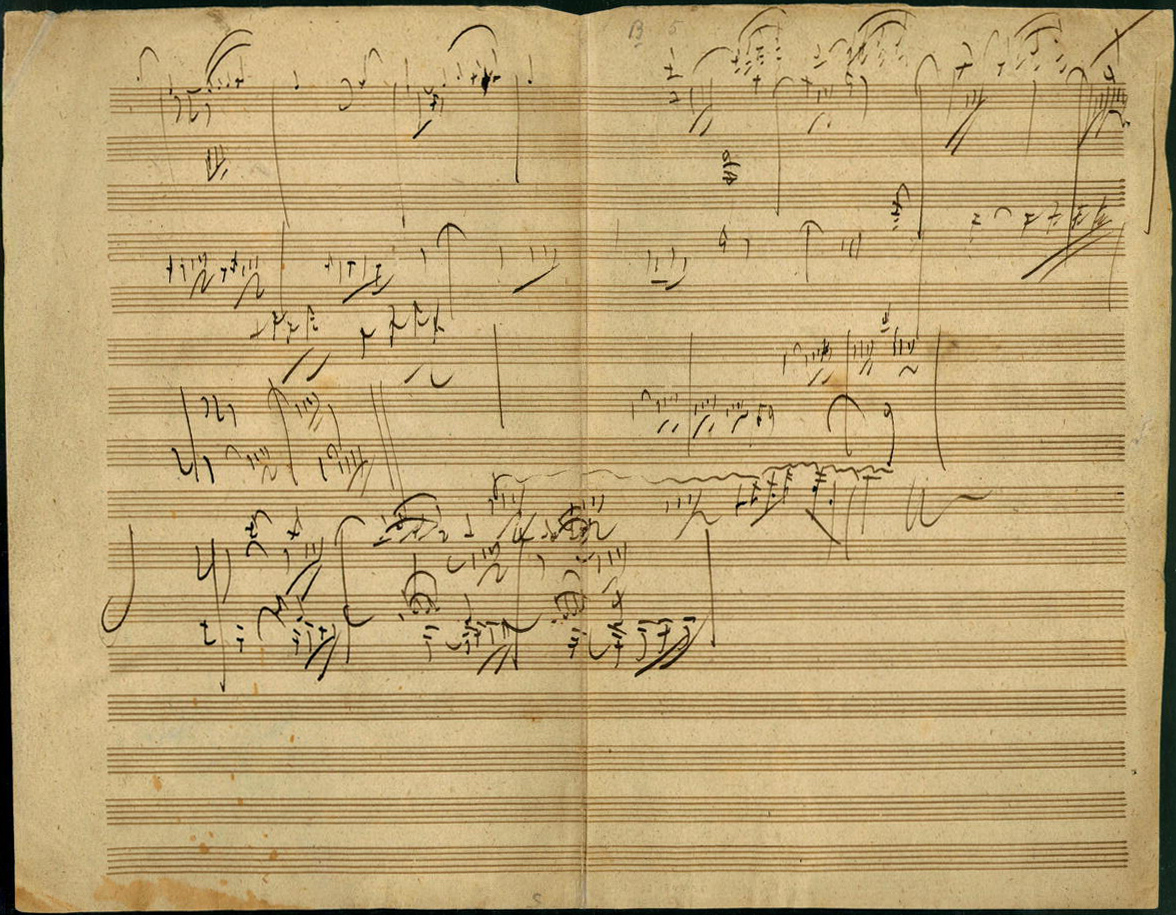
Page d'esquisse de la Sonate pour piano n°28, opus 101, de Beethoven. En haut à gauche, on peut voir le thème qui ouvre le dernier mouvement.

Ainsi, en musique, une esquisse est une notation fragmentaire de thèmes, de mélodies, de figures rythmiques du plan harmonique, de phrases, etc. En d'autres termes, il s'agit d'un enregistrement de l'étape initiale du travail d'un compositeur sur un morceau de musique. Ces notations existent depuis longtemps et nous aident à connaître les idées inachevées des artistes du passé. Aujourd'hui, les technologies numériques ont considérablement élargi les possibilités d'enregistrement et de traitement des esquisses.
Au XIXe siècle, notamment sous l'influence de l'impressionnisme, les esquisses étaient appelées des œuvres musicales achevées, écrites par des compositeurs sous l'impression de peintures de la nature, de la vie quotidienne, etc. On citera à  titre d'exemple, La mer, trois esquisses symphoniques de Claude Debussy, Esquisses transcarpatiques de V. B. Homoliaky.
Comme en peinture, le terme d'étude est proche de l'esquisse dans sa signification.
La survie des esquisses d'un compositeur au-delà de sa vie dépend de la pratique du compositeur et en partie de la postérité. Certains compositeurs ont l'habitude de jeter leurs esquisses lorsqu'une composition est achevée (par exemple, Johannes Brahms), tandis que d'autres conservent leurs esquisses, parfois en grand nombre, comme c'est le cas de Beethoven. Mozart a conservé un grand nombre d'esquisses, mais certaines ont été données à des amis comme souvenirs après sa mort, et perdues.

## Pourquoi les compositeurs font-ils des esquisses?
La faillibilité de la mémoire humaine est l'une des raisons pour lesquelles les compositeurs font des esquisses. Mais il existe des raisons plus sophistiquées de faire des esquisses : la majeure partie de la musique classique organise les thèmes de chaque mouvement en une architecture substantielle, impliquant par exemple la forme sonate. Les théoriciens du XVIIIe siècle H. C. Koch et J. G. Sulzer, dans leurs conseils écrits aux compositeurs, leur suggéraient de préparer des esquisses montrant comment les différents thèmes de l'œuvre seraient arrangés pour créer la structure globale. Marston ajoute que les recommandations de Koch et Sulzer 

## Raisons d'étudier les esquisses
Depuis le milieu du XIXe siècle, l'étude des esquisses de compositeurs est une branche de la musicologie. Nicholas Marston, dans le New Grove, énumère trois raisons pour lesquelles l'étude des esquisses peut être intéressante.
- L'histoire de la création d'une œuvre sert de données pour les récits biographiques des compositeurs ; par exemple, elle peut nous indiquer si une composition est le fruit d'années de travail ou si elle a été réalisée rapidement.
- Les esquisses sont parfois utilisées par les compositeurs pour tenter d'écrire des achèvements convaincants d'œuvres laissées inachevées par d'autres compositeurs à leur mort[4].
- Il y a surtout l'intérêt, largement partagé par les passionnés de musique, pour la manière dont les compositions ont été créées ; comme l'indique le Oxford Dictionary of Music, les esquisses sont « d'une grande fascination pour les spécialistes de la musique car elles montrent le fonctionnement de l'esprit d'un compositeur[2]. » Cela vaut à la fois pour la question générale de savoir comment se déroule la composition, mais aussi au niveau des œuvres individuelles : les chercheurs s'intéressent (Marston) à « la « biographie » de la composition, pour ainsi dire, plutôt qu'à celle du compositeur ». Il ajoute une mise en garde : « il devrait être évident que le "processus de composition" désigne un éventail d'activités bien trop complexes pour être simplement assimilé à la rédaction d'esquisses ».

Une quatrième possibilité est également mentionnée par Marston, à savoir que l'on pourrait faire appel aux esquisses pour soutenir une analyse formelle particulière (c'est-à-dire en théorie de la musique) d'une œuvre finie. Cette pratique est controversée.

### Pour en savoir plus
- Paolo Dal Molin, Alexandre Robert, Caroline Potter et al., Que nous apprennent les esquisses des compositeurs ? : Usages musicologiques de l’esquisse musicale et méthodes d’approche (minutes de colloque), Fondation Royaumont, IReMus/CNRS, Médiathèque musicale Mahler, 19-20 mai 2017, 16 p. (lire en ligne [PDF]).

- (en) Simon P. Keefe (dir.), Mozart Studies, New-York, Cambridge University Press, 2006 (ISBN 0521851025, lire en ligne).